# Jerzy Jasiński (prawnik)
Jerzy Jasiński (ur. 16 lutego 1930 w Warszawie, zm. 14 października 1998 tamże) – polski prawnik kryminolog, pracownik Instytutu Nauk Prawnych PAN, powstaniec warszawski, wolnomularz.

## Życiorys
Był synem Stefana i Hanny, z d. Grzesiewicz. Uczył się w Szkole Ziemi Mazowieckiej w Warszawie. Od stycznia 1944 był członkiem konspiracyjnego harcerstwa, w 21 Warszawskiej Drużynie Harcerzy – Gniazdo "Żwawy Burek". Uczestniczył w powstaniu warszawskim, służył jako strzelec w Batalionie Golski. Po upadku powstania dostał się do niewoli niemieckiej, od listopada 1944 do kwietnia 1945 przebywał w Stalagu X B. Do Polski powrócił w 1946.
W 1954 ukończył studia prawnicze na Uniwersytecie Warszawskim, następnie został pracownikiem Zakładu Kryminologii PAN (od 1956 w strukturach Instytutu Nauk Prawnych PAN). W 1964 obronił pracę doktorską Kształtowanie się przestępczości nieletnich w Polsce w latach 1951—1960 w świetle statystyki sądowej, w 1976 otrzymał stopień doktora habilitowanego na podstawie pracy Przewidywanie przestępczości jako zjawiska masowego. W swoich badaniach zajmował się rozmiarem, charakterem i dynamiką przestępczości oraz adekwatnością polityki karnej, a także problematyką nadużywania alkoholu oraz ochroną osób chorych psychicznie (uczestniczył w pracach nad ustawą o ochronie zdrowia psychicznego.
Uczestniczył w obradach Okrągłego Stołu w podzespole ds. reformy prawa i sądów. Był członkiem Rady Legislacyjnej VI kadencji (1989-1992), członkiem Trybunału Stanu (1989–1991) i zastępcą przewodniczącego Trybunału Stanu (1991–1993), członkiem Krajowej Rady Sądownictwa (1991-1995).
Był członkiem Polskiego Towarzystwa Socjologicznego, w tym w latach 1978-1992 członkiem Zarządu Głównego PTS, redaktorem naczelnym pisma Archiwum Kryminologii.
Od 1972 był członkiem wolnomularskiej loży Kopernik. W 1974 otrzymał stopień mistrza, w latach 1973–1985 był tzw. II dozorcą, w latach 1991–1993 namiestnikiem Wielkiej Loży Narodowej Polskiej, w latach 1991-1993 przewodniczącym Loży "Walerian Łukasiński". Zawiesił członkostwo w masonerii w 1993.